# وی چینگوانگ
وی چینگوانگ (انگلیسی: Wei Qingguang؛ زادهٔ ۲ ژوئیه ۱۹۶۲) یک بازیکن تنیس روی میز اهل ژاپن است. 
وی در مسابقات کشوری و بین‌المللی در مجموع برنده ۱ مدال طلا شده‌است.